# Ovčí most v Jeseníku
Silniční most přes řeku Bělou v Jeseníku v okrese Jeseník v Olomouckém kraji je nejstarším mostem v Jeseníku a byl prvním ocelovým nýtovaným mostem na Jesenicku. Ministerstvo kultury České republiky jej v roce 2005 prohlásilo kulturní památkou ČR.

## Historie
Ocelový nýtovaný příhradový most spojil břehy řeky Bělé na bývalé říšské cestě z Červenohorského sedla do Zlatých Hor, dnes mezi ulicemi Horovou a Husovou a nahradil tak původní dřevěný, který byl nazýván Ovčí most. Název pochází z období, kdy přes dřevěný most byly hnány ovce biskupského ovčína na pastvu na svahy Křížového vrchu nebo na Zlatý chlum.
Do roku 1984 mostem vedla silnice I/44. Mostní konstrukce byla vyrobena společností Vítkovického horního a hutního těžířstva ve Vítkovicích, stavební opěry postavil stavitel Franz Gröger z Jeseníku. Výstavba mostu byla zahájena 20. října 1901 a ukončena 1. listopadu 1901. Kolaudace mostu proběhla 11. prosince 1901 k zahájení provozu. Protože ještě během roku 1902 probíhaly dokončovací práce, byla konečná kolaudace provedena ke konci roku 1902. Dne 2. září 2005 byl most prohlášen kulturní památkou České republiky. V roce 2015 byla provedena firmou SART Šumperk obnova a rekonstrukce. Při opravě byly provedeny práce, jako otryskání konstrukce, nahrazení zkorodovaných nýtů novými za použití původní metody nýtování, nátěry konstrukce, repase zábradlí, výměna a obnovení mostního svršku, zpevnění mostních opěr pomocí injektáže a další. Náklady na opravu mostu dosáhla pět miliónů korun. Část prostředků byla čerpána z programu Kulturní dědictví a současné umění, grantu EHP a Norských fondů.

## Popis
Most je ocelová nýtovaná příhradová konstrukce s přímopásovými nosníky v délce 16,942 m, která překonává rozpon 15,43 m v jednom poli. Dva hlavní (krajní) nosníky mají výšku 2,4 m a délku 17,2 m. Příhrady nosníků jsou vyztuženy diagonálami, ve střední příhradě je ondřejský kříž. Nosná konstrukce je tvořená šesti příčníky, z nich čtyři mají výšku 0,72 m a dva šikmé krajní o výšce 0,425 m a šest podélníků. Na podhledu mezi příčníky je vyztužení kříži z ocelových úhelníků. Mostní konstrukce o šířce 9,15 m je uložena na ocelových ložiskách s litinovými deskami. V levé opěře jsou dvouválcová pohyblivá ložiska, na pravé je trn. Litinové desky spočívají na opěrách, které jsou z tesaných kamenných kvádrů. Zábradlí je z ocelových tyčí. Na předpolí mostu jsou podstavce vytesané z jednoho žulového kvádru (dochovaly se tři), na nichž byly umístěny litinové kandelábry pro plynové, dnes elektrické, osvětlení. Uválcovaná štěrková mostovka měla šířku 5,8 m. Na bocích byly dřevěné chodníky široké 1,5 m. Na most se spotřebovalo 45 406 kg plávkové oceli, 594 litiny, 352 kg běžné oceli a 108 kg olova.
Mostní lávka je níže než okolní silnice, proto byla při rekonstrukci vybudována rampa, která zasahuje skoro do poloviny lávky.